# Suhi Vrh (Moravske Toplice)
Suhi Vrh (Prekmurees: Sühi vrej, Hongaars: Szárazhegy) is een plaats in Slovenië en maakt deel uit van de gemeente Moravske Toplice in de NUTS-3-regio Pomurska. De plaats telde 125 inwoners op 1 januari 2020.